# Rhabdothamnopsis sinensis
Rhabdothamnopsis sinensis ist die einzige Art der monotypischen Pflanzengattung Rhabdothamnopsis innerhalb der Familie der Gesneriengewächse (Gesneriaceae).

## Beschreibung
Rhabdothamnopsis sinensis ist sehr variabel, besonders in den Farben der Blütenkronen.

### Erscheinungsbild und Blatt
Rhabdothamnopsis sinensis wächst terrestrisch oder epiphytisch als immergrüner, kleiner Strauch oder Halbstrauch, der Wuchshöhen von bis zu 0,5 Metern erreicht. Es werden keine Rhizome gebildet. Die etwas verholzten an ihrer Basis verzweigten oder einfachen Sprossachsen sind im Querschnitt fast quadratisch.
Die wenigen bis vielen gegenständig, manchmal im oberen Bereich des Zweiges konzentriert, angeordneten Laubblätter sind kurz gestielt oder fast sitzend. Der Blattstiel ist nur bis zu 9 Millimeter lang. Die Blätter eines Blattpaares können gleich bis etwas ungleich sein. Die einfache Blattspreite ist bei einer Länge von 1 bis 4 Zentimetern sowie einer Breite von selten 0,5 bis, meist 0,8 bis 2,6 Zentimetern ungleichseitig schmal-elliptisch bis eiförmig oder verkehrt-eiförmig oder elliptisch mit keilförmiger Spreitenbasis und spitzem bis gerundetem, selten zugespitztem oberen Ende. Der Blattrand ist fein gezähnt, fein gesägt oder fein gekerbt. Die Blattoberseite ist spärlich flaumig behaart und die -unterseite ist kahl. Es sind drei bis fünf Seitennerven auf jeder Seite des Mittelnerv vorhanden.

### Blütenstand und Blüte
Die Blütezeit reicht in China von Mai bis August Der seitenständige, 0,8 bis 2,8 Zentimeter lange, schlanke Blütenstandsschaft ist dicht flaumig oder fein behaart. Auf einem Blütenstandsschaft befindet sich nur jeweils eine Blüte. Es sind zwei gegenständigen Tragblätter vorhanden.
Die zwittrigen Blüten sind fünfzählig mit doppelter Blütenhülle. Der Blütenkelch ist radiärsymmetrisch. Die fünf freien, gleichen Kelchblätter sind bei einer Länge von 5 bis 7 Millimetern sowie einer Breite von 0,6 bis 1 Millimetern schmal-lanzettlich bis schmal-dreieckig oder linealisch-lanzettlich und außen flaumig behaart. Die Farbe der Blütenkrone ist purpurfarben bis blau oder weiß bis hellgelb mit purpurfarbenen Streifen. Die fünf innen kahlen und außen flaumig behaarten Kronblätter sind zu einer bei einer Länge von 1,9 bis 3,9 Zentimetern sowie einem Durchmesser von 0,7 bis 1,3 Zentimetern glockenförmig-röhrigen bis trichterförmigen zygomorphen Blütenkrone verwachsen. Die Kronröhre ist mit einer Länge von 1,3 bis 3 Zentimetern länger als der Kronsaum und weist auf ganzer Länge einen Durchmesser von 0,7 bis 1,3 Zentimetern auf. Die Blütenkrone endet zweilippig. Die Kronoberlippe ist neue wenig kürzer als die Kronunterlippe. Die Kronoberlippe ist 2 bis 6 Millimeter lang und endet in zwei bei einem Durchmesser von 1,5 bis 4 Millimetern fast kreisförmigen Kronlappen. Die Kronunterlippe ist 0,5 bis 1,5 Zentimeter lang und endet in drei fast gleichen Kronlappen; ihre drei Kronlappen sind bei einer Länge von 4 bis 8 Millimetern eiförmig-kreisförmig oder länglich bis fast kreisförmig mit gerundetem oberen Enden.
Es sind nur zwei fertile Staubblätter vorhanden; überragen die Kronröhre nicht. Die unterhalb der Mitte der Kronröhre inserierten, bärtig behaarten Staubfäden sind 3 bis 10 Millimeter lang. Die dorsifixen Staubbeutel hängen zusammen. Die beiden Theken sind größtenteils frei und im oberen Bereich verwachsen. Die Theken öffnen sich durch einen Längsschlitz. Die zwei auf der Innenseite der Kronröhre inserierten Staminodien sind mit einer Länge von etwa 0,25 Zentimetern sehr klein. Der Nektardiskus ist ringförmig. Der Stempel ist auf seiner ganzen Länge von 1,5 bis 2,5 Zentimetern drüsig flaumig behaart. Der oberständige, einkammerige Fruchtknoten ist schlank-zylindrisch oder schmal-länglich. Es sind zwei parietale, spreizende, nach innen ragende Plazenten vorhanden. Der linealische Griffel endet in zwei ungleichen, kopfigen Narbe, die ausgerandet sind.

### Frucht und Samen
Die Früchte reifen in China von Juni bis Oktober. Die gerade auf dem Fruchtstiel stehende Kapselfrucht ist bei einer Länge von selten 1 bis, meist 1,5 bis 2,5 Zentimetern schmal-länglich bis fast linealisch und überragt den Kelch deutlich. Die Kapselfrucht öffnet sich bis zu ihrer Basis fachspaltig = lokulizid und die zwei Fruchtklappen verdrehen sich spiralig. Die Samen besitzen keine Anhängsel.

## Ökologie
Wenigstens bei einigen Population von Rhabdothamnopsis sinensis wurde beobachtet, dass benachbarte Blüten zusammengeneigt sind. Es wird vermutet, dass diese Stellung die Bestäubung durch Hummelarten begünstigt. Es liegt ein Phänomen vor, das Mirror-image flowers oder Enantiostylie genannt wird, dabei neigen sich die Griffel zu den pollentragenden Staubbeuteln, dies ist bei benachbarten Blüten jeweils genau die andere Blütenseite.

## Vorkommen
Rhabdothamnopsis sinensis kommt in den südzentralchinesischen Provinzen westliches Guizhou, westliches bis südwestliches Sichuan, zentrales bis nördliches Yunnan vor. Seit 2015 gibt es auch einen Nachweis von der südostchinesischen Provinz Hunan.
Rhabdothamnopsis sinensis gedeiht in dichten Wäldern entlang bewaldeter Gebiete von Fließgewässern und im Dickicht an Straßenrändern im tropischen Karst in Höhenlagen von 1600 bis 2200, selten bis zu 4600 Metern.

## Systematik
Die Erstbeschreibung von Rhabdothamnopsis sinensis erfolgte am 31. Oktober 1903 durch William Botting Hemsley in Stephen Troyte Dunn: Journal of the Linnean Society, Botany, Volume 35 (247), S. 517–518; dabei wurde die Gattung Rhabdothamnopsis für diese Art aufgestellt. Das Artepitheton sinensis bedeutet „chinesisch“ und bezieht sich auf die Herkunft. Der botanische Gattungsname Rhabdothamnopsis setzt sich zusammen aus dem altgriechischen Wort (Suffix) όψις, opsis für „aussehen wie“ und dem Gattungsnamen Rhabdothamnus, dies bezieht sich auf die Ähnlichkeit mit dieser Gattung. Synonyme für Rhabdothamnopsis sinensis Hemsl. sind: Boea cavaleriei H.Lév. & Vaniot, Boea rubicunda H.Lév., Streptocarpus chinensis Franch., Rhabdothamnopsis chinensis (Franch.) Hand.-Mazz., Rhabdothamnopsis chinensis var. ochroleuca (W.W.Sm.) Hand.-Mazz., Rhabdothamnopsis limprichtiana Lingelsh. & Borza, Rhabdothamnopsis sinensis var. ochroleuca W.W.Sm.
Rhabdothamnopsis sinensis ist die einzige Art der Gattung Rhabdothamnopsis, die zur Tribus Didymocarpeae aus den Didymocarpoiden innerhalb der Familie Gesneriaceae gehört.
Bei einigen Autoren gibt es zwei Varietäten:
- Rhabdothamnopsis sinensis var. ochroleuca W.W.Sm.[4]
- Rhabdothamnopsis sinensis Hemsl. var. sinensis

## Ergänzende Literatur
- Z. Y. Li, Y. Z. Wang: Plants of Gesneriaceae in China. Henan Science and Technology Publishing House, Zhengzhou 2004, S. 1–721.